# Монастырь Святых Апостолов (Капернаум)
Монастырь Святых Апостолов (греч. Μονή Ἁγίων Ἀποστόλων) — мужской монастырь Иерусалимской православной церкви в восточной части Капернаума, на берегу Тивериадского озера в Израиле. Храм имеет 3 купола, 6 декоративных куполов по углам двух из них и 4 полукупола розового цвета с четырех сторон храма.
Монастырь основан в начале XX века на участке, приобретенном Иерусалимским Патриархатом. Храм монастыря в честь святых апостолов построен в 1925 году. В 80–х годах XX века храм был полностью перестроен, от прежнего храма сохранился только каменный иконостас 1931 года. В 1995–2000 годах храм был расписан греческим художником Константином Дзумакисом. На стенах храма изображены евангельские сюжеты, многие из которых произошли в Капернауме и его окрестностях: усмирение бури, хождение по водам, удивительный улов рыбы, исцеление больного. Святыней храма является Страстна́я икона Божией Матери.
Согласно православному преданию, храм построен на месте дома, в котором Иисус Христос исцелил расслабленного, спущенного с крыши (Мк. 2:1-12).
В монастыре живёт один монах по имени Иринарх (Митас) из Греческой Македонии, который содержит обширное хозяйство монастыря. Приходским священником русской общины является иерей Николай (Кулинский), совершающий литургию по субботам. На территории монастыря много зелени и цветов, фруктовых деревьев. Имеются почти два десятка павлинов.